# Agrotis andinicola
Agrotis andinicola là một loài bướm đêm trong họ Noctuidae.